# W pustyni i w puszczy (film 2001)
W pustyni i w puszczy – polski film fabularny w reżyserii Gavina Hooda, wyprodukowany w 2001, ekranizacja powieści W pustyni i w puszczy (1911) Henryka Sienkiewicza. Okres zdjęciowy trwał od 31 lipca do 23 października 2000. Film był kręcony w plenerach Południowej Afryki i Tunezji. Na początku reżyserem filmu miał być Maciej Dutkiewicz, jednak musiał zrezygnować z powodu choroby.
Jednocześnie nakręcono miniserial telewizyjny o takim samym tytule.

## Obsada
- Adam Fidusiewicz – Stanisław Tarkowski
- Karolina Sawka – Nel Rawlison
- Krzysztof Kowalewski – Grek Kaliopuli
- Artur Żmijewski – Tarkowski, ojciec Stasia
- Andrzej Strzelecki – Rawlison, ojciec Nel
- Krzysztof Kolberger – Linde
- Mzwandile Ngubeni – Kali
- Lungile Shongwe – Mea
- Konrad Imiela – Chamis
- Lotfi Dziri – Gebhr
- Ahmed Hafiane – Idrys
- Przemysław Sadowski – major
- Hichem Rostom – Mahdi

## Fabuła
Afryka, rok 1885 – trwa powstanie Mahdiego w Sudanie. Dwoje dzieci, Staś Tarkowski (Adam Fidusiewicz) i Nel Rawlison (Karolina Sawka), bawiąc się beztrosko nad brzegiem morza, rozkoszują się błogą atmosferą nadchodzących świąt Bożego Narodzenia. Wkrótce ich życie diametralnie się zmieni, zostają porwani przez wojowników Mahdiego. Pod nieobecność ojców zostają podstępem sprowadzeni na pustynne pustkowie, do El-Gharak, gdzie dochodzi do porwania. Stąd mają zostać przewiezieni do obozu Mahdiego. Niedługo potem ojciec Stasia, inżynier Tarkowski, odkrywa, że dzieci zostały porwane i natychmiast rusza w pościg, ale nadciągająca burza piaskowa udaremnia poszukiwania. Dzieci pozostawione na pastwę porywaczy, poznają prawdziwe i okrutne życie na pustyni.
Po uciążliwej podróży przez pustynię, gdy nadarza się okazja, Staś zabija porywaczy. Wraz z Nel oraz dwójką afrykańskich nastolatków; Kalim i Meą, zagubieni w sercu afrykańskiej dżungli, starają się odnaleźć drogę do domu. W trakcie tej wędrówki przeżywają wiele ciekawych i niebezpiecznych przygód oraz poznają piękną przyrodę Afryki. Po drodze Nel, Staś, Kali i Mea uwalniają dużego afrykańskiego słonia o imieniu King (ang. King – Król), który po pewnym czasie staje się oddanym przyjacielem całej czwórki bohaterów, a szczególnie małej Nel.